# Henrik Bjørdal
Henrik Rørvik Bjørdal (Ålesund, 4 de febrero de 1997), más conocido como Henrik Bjørdal, es un futbolista noruego que juega de delantero en el Vålerenga de la Eliteserien. Fue internacional con la selección de fútbol sub-21 de Noruega.

## Clubes
| Club                         | País       | Año       |
| ---------------------------- | ---------- | --------- |
| Aalesunds FK                 | Noruega    | 2013-2015 |
| Brighton & Hove Albion F. C. | Inglaterra | 2016-2018 |
| IFK Göteborg (cedido)        | Suecia     | 2017      |
| SV Zulte Waregem             | Bélgica    | 2018-2020 |
| Vålerenga                    | Noruega    | 2020-     |